# Mubâhala
La Mubâhala (arabe : مُباهَلة), mot qui signifie « ordalie », est une procédure rituelle présente dans l’Arabie préislamique qui consiste à arbitrer un conflit entre deux parties en appelant mutuellement sur l’adversaire la malédiction des puissances divines.  
Dans l’islam, cette pratique est l’objet, dans le Coran, du verset 61 de la sourate Al-Imran, connu comme le Verset de la mubâhala. Le mot fait alors  référence à la dispute entre Mahomet et les chrétiens du Najran, à propos de la nature de ʿĪsā (Jésus), qui eut lieu en l’an 10 AH selon les sunnites, en l’an 11 selon les chiites. L’épisode jouera un rôle important dans la détermination des relations entre islam et christianisme. Pour les chiites, il a aussi un caractère très important parce que la mubâhala marque l’élection et la pureté des « Gens de la maisonnée » (Ahl al-bayt) de Mahomet, et en particulier des « Gens du manteau » (Ahl al-Kisa).

## Origine du mot et verset de la mubâhala
Le rite est désigné sous deux noms qui viennent de la racine B-H-L, signifiant « maudire, atteindre de sa malédiction » : ibtihâd (masdar de la forme VIII) qui donne l’idée d’implorer Dieu contre une personne (il n’y a pas alors de réciprocité), et mubâhala (masdar de la forme ) qui marque l’idée de se maudire l’un l’autre et que Louis Massignon traduit par « exécration réciproque » et Louis Gardet par « ordalie d'exécration ».
Le mot apparaît (sous la forme verbale itbahala) dans le Coran (al-Imran, 61), au verset appelé précisément dit de la mubâhala : « Si quelqu'un te contredit après ce que tu as reçu en fait de science, dis : “Venez, appelons nos fils et vos fils, nos femmes et vos femmes, nous-mêmes et vous-mêmes ; nous ferons alors une exécration réciproque en appelant une malédiction de Dieu sur les menteurs”. (Traduction Denise Masson). »

## L'histoire
Dans la neuvième année de l'Hégire, Mahomet écrivit une lettre à Abdul Haris Ibn Alqama (en), l'évêque de Najran qui était le représentant officiel de l'Église dans le Hedjaz, et il invita les habitants chrétiens de cette région à embrasser l’islam. En réponse à cette lettre, les chrétiens envoyèrent une députation à Mahomet. Une dispute eut lieu entre le prophète et la délégation chrétienne sur le statut de Jésus dans le christianisme, à savoir que Jésus est Dieu, ou l’incarnation de Dieu ou encore le fils de Dieu. À l'encontre de cela, le prophète affirmait que Jésus est une créature de Dieu et, comme les chrétiens ne voulaient pas l’accepter, il les a invités à procéder à une ordalie, appelée en arabe mubâhala. L'invitation à participer a été étendue, dans l'une et l'autre des parties, aux fils et aux femmes. Le Coran raconte cette ordalie dans la sourate al-Imran, versets 59-61. Le verset dit « de la mubâhala » est le 61 : 

« Oui, il en est de Jésus comme d'Adam, auprès de Dieu : Dieu l'a créé de terre, puis il lui a dit “Sois” et il est. 
La Vérité émane de ton Seigneur, ne sois pas au nombre de ceux qui doutent. 
Si quelqu'un te contredit après ce que tu as reçu en fait de science, dis: “Venez, appelons nos fils et vos fils, nos femmes et vos femmes, nous-mêmes et vous-mêmes; nous ferons alors une exécration réciproque en appelant une malédiction de Dieu sur les menteurs”. (Al-Imran, 3:59-61, traduction Denise Masson) »

### Les participants
Le Prophète choisit quatre membres de sa famille pour représenter les musulmans: Hasan, Husayn, Fatima et Ali Ibn Abi Talib. Husayn se trouvait sur les épaules du Prophète qui tenait Hasan par la main, tandis que Fatima et Ali venaient à sa suite. Le Prophète leur demanda alors de dire : « Amen » après chaque invocation qu’il réciterait. De leur côté, les chefs de la délégation de Najran s’entretenaient entre eux: si « Mohammed » était venu accompagné de son armée, il n'aurait pas été sincère; mais puisqu'il venait seul avec sa famille, il était évident qu'il croyait sincèrement en son message.

### Le jour de Mubâhala
Quand ils virent donc arriver le Prophète accompagné des seuls quatre membres de sa famille, ils furent étonnés. L’évêque dit alors:

« Je vois des visages. Lorsque ces gens font des invocations, les plus grandes montagnes se déplacent immédiatement. Il n’est pas raisonnable d’exercer l’exécration réciproque avec ces nobles personnes car il est possible que nous périssions et que le châtiment nous atteigne, et que l’ensemble des chrétiens du monde périssent du même coup. »

La délégation se mit d’accord pour ne pas exercer l’exécration réciproque et payer l’impôt annuel en contrepartie de la sécurité pour leurs vies et leurs biens.

## Mention de cet événement dans les livres sunnites
Ibn Kathir écrit dans son commentaire du Coran:

« Certains des chrétiens de Najran vinrent vers le Prophète et ont discuté avec lui au sujet de Jésus... Le Prophète les a alors appelés à procéder à la Mubâhala, et il est venu avec Ali, Fatima, Hassan et Hussein. »